# Fabián Cubero
Fabián Alberto Cubero (Mar del Plata, 21 de diciembre de 1978) es un exfutbolista y entrenador argentino. Actualmente está sin club.
Fue durante muchos años, capitán y referente de Vélez Sarsfield, y a partir del 7 de octubre de 2012, tras disputarse la décima fecha del Torneo Inicial, se convirtió en el jugador con mayor cantidad de partidos disputados con Vélez a lo largo de la historia, superando a Pedro Larraquy, quien disputó 457 partidos entre 1975 y 1987. Además, se convirtió en el jugador que más años jugó en Vélez, superando el récord de E. Alfredo Forrester logrado entre 1922 y 1940.
Es el segundo jugador con mayor intervalo de tiempo en ganar títulos, desde su primera conquista hasta la última, para un mismo club en la Primera División de Argentina (quince años entre el Torneo Clausura 1998 y el Campeonato de Primera División 2012/13). Históricamente, solo lo supera Ángel Labruna, en River Plate, con dieciséis años de diferencia entre 1941 y 1957. 
También posee el récord de ser el jugador más expulsado (26) en la historia del fútbol argentino.

## Trayectoria

### Como jugador
Comenzó en el fútbol marplatense. Surgido del Club Cadetes San Martín de la ciudad balnearia, pasó también por Almagro Florida y luego por Kimberley, todo en la Liga Marplatense de Fútbol.
Su carrera profesional da inicio en Vélez Sarsfield en 1996 e integró el plantel que ganó el Torneo Clausura en 1998. A pesar de jugar siempre como volante central en las divisiones inferiores, fue reposicionado a lateral derecho cuando llegó al primer equipo, volviendo a su posición original solo en casos particulares.
En 2005 fue uno de los jugadores más importantes para Vélez en la obtención del Torneo Clausura que cortó una sequía de 7 años sin títulos para la institución. En ese torneo marcó el primer gol de la victoria por 3-0 ante Estudiantes en la penúltima fecha del campeonato, partido en el cual su equipo se aseguró el título gracias a la derrota de Racing ante Banfield.
En diciembre de 2006, la directiva de Tigres de México ofreció 1,5 millones de dólares al club argentino, la cual fue tentadora para la entidad. Finalmente, fue fichado por el cuadro felino para la temporada 2007-2008, donde jugó como medio de contención y defensa central.Al final de la temporada mexicana, la directiva rescindió su vínculo a pedido del propio jugador y, con el pase en su poder, volvió a Vélez Sarsfield en julio de 2008.
Un año después, el 5 de julio de 2009, volvió a salir campeón con Vélez de la mano de Ricardo Gareca al obtener el Torneo Clausura, consiguiendo así su tercer título con el club.El 12 de junio de 2011 logró su cuarto título al consagrarse campeón del Torneo Clausura. Además, con este nuevo título, se ha consagrado campeón con Vélez en tres décadas distintas.Al año siguiente consiguió el título en el Torneo Inicial y superó a Pedro Larraquy como el jugador con más presencias en Vélez. También ganó el torneo local 2012-13 y la Supercopa Argentina 2013, sumando así un total de 7 títulos con la entidad azulada.
El 9 de septiembre de 2019, anunció su retiro para finales de ese año.

### Como entrenador
El 30 de abril de 2024, fue oficializado como entrenador del Sportivo Italiano con el objetivo de salvarlo del descenso.En junio de 2024, fue relevado de sus funciones luego de una serie de malos resultados.

## Selección nacional
Cubero jugó con la selección sub-17 de Argentina en la Copa Mundial Sub-17 de la FIFA 1995, logrando un tercer puesto,y formó parte del seleccionado sub-20 que ganó el Campeonato Mundial Juvenil de la FIFA 1997 celebrado en Malasia, ambos bajo la dirección de José Pekerman.

## Estadísticas

### Como jugador
- Actualizado al 15 de diciembre de 2019.

| Equipo                     | Div.                | Temporada           | Liga     | Liga  | Copas nacionales | Copas nacionales | Copas internacionales | Copas internacionales | Total    | Total |
| Equipo                     | Div.                | Temporada           | Partidos | Goles | Partidos         | Goles            | Partidos              | Goles                 | Partidos | Goles |
| -------------------------- | ------------------- | ------------------- | -------- | ----- | ---------------- | ---------------- | --------------------- | --------------------- | -------- | ----- |
| Vélez Sarsfield Argentina  | 1.ª                 | 1996-97             | 4        | 0     | -                | -                | ?                     | 0                     | 4        | 0     |
| Vélez Sarsfield Argentina  | 1.ª                 | 1997-98             | 5        | 0     | -                | -                | ?                     | 0                     | 5        | 0     |
| Vélez Sarsfield Argentina  | 1.ª                 | 1998-99             | 25       | 0     | -                | -                | 6                     | 0                     | 31       | 0     |
| Vélez Sarsfield Argentina  | 1.ª                 | 1999-00             | 17       | 0     | -                | -                | ?                     | 0                     | 17       | 0     |
| Vélez Sarsfield Argentina  | 1.ª                 | 2000-01             | 30       | 0     | -                | -                | 5                     | 0                     | 35       | 0     |
| Vélez Sarsfield Argentina  | 1.ª                 | 2001-02             | 30       | 0     | -                | -                | 5                     | 0                     | 35       | 0     |
| Vélez Sarsfield Argentina  | 1.ª                 | 2002-03             | 24       | 2     | -                | -                | -                     | -                     | 24       | 2     |
| Vélez Sarsfield Argentina  | 1.ª                 | 2003-04             | 23       | 1     | -                | -                | 6                     | 0                     | 29       | 1     |
| Vélez Sarsfield Argentina  | 1.ª                 | 2004-05             | 32       | 5     | -                | -                | -                     | -                     | 32       | 5     |
| Vélez Sarsfield Argentina  | 1.ª                 | 2005-06             | 28       | 0     | -                | -                | 14                    | 0                     | 42       | 0     |
| Vélez Sarsfield Argentina  | 1.ª                 | 2006-07             | 16       | 0     | -                | -                | 1                     | 0                     | 17       | 0     |
| Vélez Sarsfield Argentina  | 1.ª                 | 2008-09             | 33       | 0     | -                | -                | -                     | -                     | 33       | 0     |
| Vélez Sarsfield Argentina  | 1.ª                 | 2009-10             | 17       | 1     | -                | -                | 13                    | 0                     | 30       | 1     |
| Vélez Sarsfield Argentina  | 1.ª                 | 2010-11             | 26       | 1     | -                | -                | 12                    | 0                     | 38       | 1     |
| Vélez Sarsfield Argentina  | 1.ª                 | 2011-12             | 28       | 0     | 0                | 0                | 18                    | 0                     | 46       | 0     |
| Vélez Sarsfield Argentina  | 1.ª                 | 2012-13             | 30       | 2     | 1                | 0                | 6                     | 0                     | 37       | 2     |
| Vélez Sarsfield Argentina  | 1.ª                 | 2013-14             | 30       | 1     | 1                | 0                | 13                    | 0                     | 44       | 1     |
| Vélez Sarsfield Argentina  | 1.ª                 | 2014                | 16       | 1     | 1                | 0                | -                     | -                     | 17       | 1     |
| Vélez Sarsfield Argentina  | 1.ª                 | 2015                | 20       | 2     | 4                | 0                | -                     | -                     | 24       | 2     |
| Vélez Sarsfield Argentina  | 1.ª                 | 2016                | 14       | 0     | 2                | 0                | -                     | -                     | 16       | 0     |
| Vélez Sarsfield Argentina  | 1.ª                 | 2016-17             | 19       | 0     | 0                | 0                | -                     | -                     | 19       | 0     |
| Vélez Sarsfield Argentina  | 1.ª                 | 2017-18             | 17       | 1     | 1                | 0                | -                     | -                     | 18       | 1     |
| Vélez Sarsfield Argentina  | 1.ª                 | 2018-19             | 7        | 0     | 0                | 0                | -                     | -                     | 7        | 0     |
| Vélez Sarsfield Argentina  | Total               | Total               | 505      | 17    | 10               | 0                | 117                   | 0                     | 633      | 17    |
| Tigres de la UANL · México | 1.ª                 | 2006-07             | 12       | 0     | -                | -                | -                     | -                     | 12       | 0     |
| Tigres de la UANL · México | 1.ª                 | 2007-08             | 29       | 0     | -                | -                | -                     | -                     | 29       | 0     |
| Tigres de la UANL · México | Total               | Total               | 41       | 0     | -                | -                | -                     | -                     | 41       | 0     |
| Total en su carrera        | Total en su carrera | Total en su carrera | 546      | 17    | 10               | 0                | 117                   | 0                     | 674      | 17    |

### Como entrenador
| Club              | País      | Año  |
| ----------------- | --------- | ---- |
| Sportivo Italiano | Argentina | 2024 |

## Palmarés

### Como jugador

#### Campeonatos nacionales
| Título              | Club            | País      | Año      |
| ------------------- | --------------- | --------- | -------- |
| Primera División    | Vélez Sarsfield | Argentina | C - 1998 |
| Primera División    | Vélez Sarsfield | Argentina | C - 2005 |
| Primera División    | Vélez Sarsfield | Argentina | C - 2009 |
| Primera División    | Vélez Sarsfield | Argentina | C - 2011 |
| Primera División    | Vélez Sarsfield | Argentina | I - 2012 |
| Primera División    | Vélez Sarsfield | Argentina | 2012-13  |
| Supercopa Argentina | Vélez Sarsfield | Argentina | 2013     |

#### Campeonatos internacionales
| Título              | Club/Selección   | País    | Año  |
| ------------------- | ---------------- | ------- | ---- |
| Copa Mundial Sub-20 | Argentina sub-20 | Malasia | 1997 |

## Vida personal
Entre 2008 y 2016 estuvo en pareja con la actriz, modelo y presentadora Nicole Neumann, con quien tuvo tres hijas: Indiana nacida en 2008, Allegra nacida en 2011 y Sienna nacida en 2014. Desde 2017 está en pareja con la deportista y presentadora Micaela Viciconte, con quien tiene un hijo llamado Luca, nacido en 2022.